# معركة جبل طابور
معركة جبل طابور (بالفرنسية: Bataille du Mont-Thabor)، هي معركة حدثت بين الجيش العثماني والجيش الفرنسي بتاريخ 16 أبريل 1799م بفلسطين، وانتصرت القوات الفرنسية بالمعركة.

## الأحداث

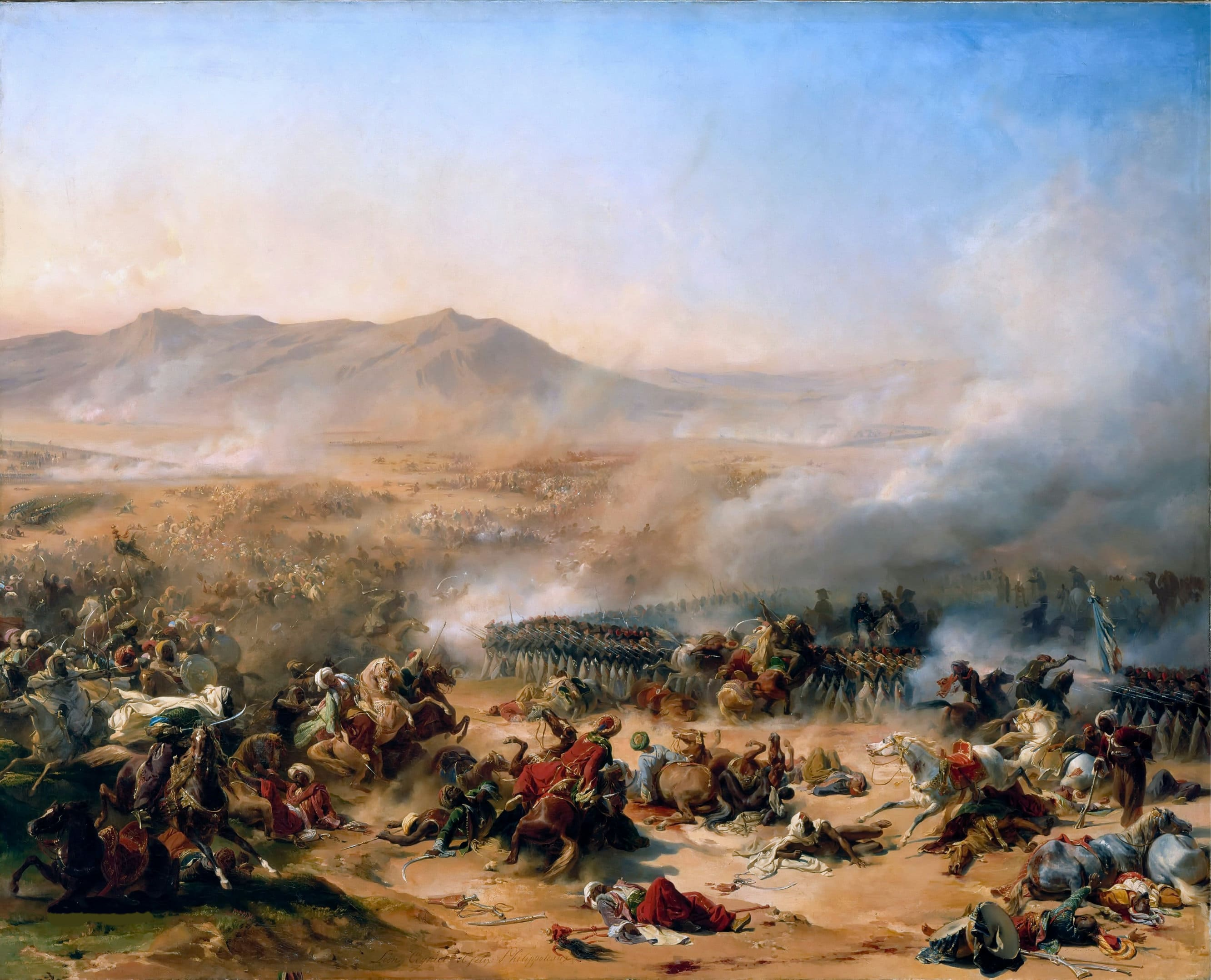
معركة مونت تابور

قد فشل حصار عكا لعدة أسباب، منها: حصانة المدينة، واستماتة المدافعين، وعداء المنطقة كلها لنابليون، وتدخل الإنجليز بأسطولهم وخبرائهم؛ كما أن نابليون خسر حوالي 3500 جندي دون أن يكون لديه إمكانية تعويضهم.
وصل نابليون إلى يافا يوم 24/5/1799؛ فوجد مئات الجنود الفرنسيين وقد أصيبوا بالطاعون؛ فأمر الأطباء بقتلهم بالسم، ولما رفضوا حمله على ألواح خشبية إلى مصر، قام أثناء مغادرته بنسف التحصينات وإلقاء العتاد في البحر أو دفنه في الرمال، وغادر فلسطين ليصل العريش في 14/6/1799. 
في الأحداث الجانبية لحملة نابليون، نشر في الجريدة الرسمية أثناء حصار عكا أن نابليون يدعو اليهود لمؤازرة فرنسا، وانتهاز فرصة وجوده في فلسطين لتحقيق أملهم بالتواجد بين عكا والإسكندرية؛ لكن هذا المشروع اختنق بعد فشل الحملة لتلتقطه بريطانيا فيما بعد. 
تصاعدت حدة الصراعات على جبل طابور في ذلك العام، حيث اشتبكت القوات بمعارك ضارية، واستخدمت أحدث التكتيكات والتقنيات المتاحة في ذلك الوقت. ومن خلال الدراسات والمصادر المتاحة ، يظهر أن القوات الفرنسية نجحت في تحقيق النصر في تلك المعركة محققة بذلك إنتصاراً مهماً على الدولة العثمانية. 

## التأثيرات[2]
ترتب على هذا الانتصار تأثيرات واسعة النطاق على المشهد السياسي والعسكري في المنطقة، حيث شكل هذا الانتصار نقطة تحول هامة في الصراعات الإقليمية والدولية في ذلك الوقت. ومن الجدير بالذكر أن هذه الفترة شهدت تحولات كبيرة في توازن القوى والتحالفات السياسية، وكانت نتيجة هذه المعركة تأكيداً لتفوق فرنسا في المنطقة وتراجع نفوذ الدولة العثمانية.

## وصلات خارجية
- Napoleonic guide - description of the battle